# 小出悠太
小出 悠太（こいで ゆうた、1994年10月20日 - ）は、千葉県出身のプロサッカー選手。Jリーグ・ヴァンフォーレ甲府所属。ポジションはディフェンダー。

## 来歴

### プロ入り前
ジェフユナイテッド千葉の下部組織ではユースに上がれなかったため、船橋市立船橋高等学校に進学。2年生になると全国高等学校サッカー選手権大会の優勝に貢献し、主力選手として活躍。3年生になると、主将として活躍した。
市立船橋から明治大学に進学し、ボール奪取能力や対人の強さを武器として1年時から定位置を確保した。4年時には関東大学サッカーリーグの優勝に貢献し、自身もベストイレブンに選出された。

### ヴァンフォーレ甲府
2017年、ヴァンフォーレ甲府に加入。5月28日、第13節のFC東京戦でJ1リーグ初出場を果たした。チームがJ2に降格した2018年は出場機会を増やしリーグ戦33試合に出場。オフにはJ1クラブからオファーを受けたが、甲府に残留した。3年目の2019年には10年間務めた山本英臣に代わりキャプテンを務めた。

### 大分トリニータ
2020年、大分トリニータに完全移籍。2021年、第28節・湘南ベルマーレ戦でJ1初ゴール。

### ベガルタ仙台
2023年、ベガルタ仙台に完全移籍して1年間キャプテンを務めた。

### ヴァンフォーレ甲府（復帰）
2024年12月17日、ヴァンフォーレ甲府への完全移籍を発表。6シーズンぶりのチーム復帰となった。

## 所属クラブ
- 一宮ウイングスFC
- ジェフユナイテッド千葉Jr.ユース
- 船橋市立船橋高等学校
- 2013年 - 2016年 明治大学
- 2017年 - 2019年 ヴァンフォーレ甲府
- 2020年 - 2022年 大分トリニータ
- 2023年 - 2024年 ベガルタ仙台
- 2025年 - ヴァンフォーレ甲府

## 個人成績
| 国内大会個人成績 | 国内大会個人成績 | 国内大会個人成績 | 国内大会個人成績 | 国内大会個人成績 | 国内大会個人成績 | 国内大会個人成績 | 国内大会個人成績 | 国内大会個人成績 | 国内大会個人成績 | 国内大会個人成績 | 国内大会個人成績 |
| 年度             | クラブ           | 背番号           | リーグ           | リーグ戦         | リーグ戦         | リーグ杯         | リーグ杯         | オープン杯       | オープン杯       | 期間通算         | 期間通算         |
| 年度             | クラブ           | 背番号           | リーグ           | 出場             | 得点             | 出場             | 得点             | 出場             | 得点             | 出場             | 得点             |
| 日本             | 日本             | 日本             | 日本             | リーグ戦         | リーグ戦         | リーグ杯         | リーグ杯         | 天皇杯           | 天皇杯           | 期間通算         | 期間通算         |
| ---------------- | ---------------- | ---------------- | ---------------- | ---------------- | ---------------- | ---------------- | ---------------- | ---------------- | ---------------- | ---------------- | ---------------- |
| 2014             | 明治大           | 13               | -                | -                | -                | -                | -                | 1                | 0                | 1                | 0                |
| 2017             | 甲府             | 22               | J1               | 10               | 0                | 1                | 0                | 1                | 0                | 12               | 0                |
| 2018             | 甲府             | 22               | J2               | 33               | 1                | 6                | 0                | 1                | 0                | 40               | 1                |
| 2019             | 甲府             | 22               | J2               | 36               | 0                | -                | -                | 1                | 0                | 37               | 0                |
| 2020             | 大分             | 15               | J1               | 14               | 0                | 0                | 0                | -                | -                | 14               | 0                |
| 2021             | 大分             | 15               | J1               | 24               | 1                | 4                | 0                | 4                | 0                | 32               | 1                |
| 2022             | 大分             | 15               | J2               | 10               | 0                | 5                | 1                | 2                | 0                | 17               | 1                |
| 2023             | 仙台             | 22               | J2               | 32               | 0                | -                | -                | 1                | 0                | 33               | 0                |
| 2024             | 仙台             | 22               | J2               | 35               | 0                | 0                | 0                | 0                | 0                | 35               | 0                |
| 2025             | 甲府             | 22               | J2               |                  |                  |                  |                  |                  |                  |                  |                  |
| 通算             | 日本             | 日本             | J1               | 48               | 1                | 5                | 0                | 5                | 0                | 58               | 1                |
| 通算             | 日本             | 日本             | J2               | 146              | 1                | 11               | 1                | 5                | 0                | 162              | 2                |
| 通算             | 日本             | 日本             | 他               | -                | -                | -                | -                | 2                | 0                | 2                | 0                |
| 総通算           | 総通算           | 総通算           | 総通算           | 194              | 2                | 16               | 1                | 12               | 0                | 222              | 3                |

- その他の公式戦
  - 2019年 - J1参入プレーオフ 1試合0得点
  - 2022年 - J1参入プレーオフ 1試合0得点
  - 2024年 - J1昇格プレーオフ 2試合0得点

- Jリーグ初出場 - 2017年5月28日 J1第13節 FC東京戦 (味の素スタジアム)
- Jリーグ初得点 - 2018年5月26日 J2第16節 大分トリニータ戦 (JITリサイクルインクスタジアム)

## タイトル

### チーム
市立船橋高校
- 全国高等学校サッカー選手権大会（2011-12年）
- 全国高等学校総合体育大会サッカー競技大会（2010年）

明治大学
- 関東大学サッカーリーグ戦1部（2016年）
- 総理大臣杯全日本大学サッカートーナメント（2016年）

### 個人
- 関東大学サッカーリーグ戦・ベストイレブン（2016年）

## 代表・選抜歴

### 選抜歴
- U-17関東トレセン
- 関東大学選抜B
  - デンソーカップサッカー（2014年）
- 関東大学選抜A
  - デンソーカップ（2015年）